# Barbata (Włochy)
Barbata – miejscowość i gmina we Włoszech, w regionie Lombardia, w prowincji Bergamo.
Według danych na styczeń 2009 gminę zamieszkiwało 726 osób przy gęstości zaludnienia 90,3 os./km².